# 转生竹中半兵卫！和一起转生的不知名武将一起在战国乱世活下去
《转生竹中半兵卫！和一起转生的不知名武将一起在战国乱世活下去》是日本作家青山有創作的輕小說系列，由2016年3月2日开始在成為小說家吧上連載。改編漫畫由2019年起開始在網上連載，由カズミヤアキラ繪畫。

## 简介
前世为35岁的现代工薪族与其他七位转生者因不明原因转生成日本战国时代的竹中半兵卫与不知名武将。8位转生者依靠每月一次的梦中茶会交流，并以前世的现代知识在乱世中合作生存。

## 登場人物

### 主要人物
竹中半兵卫
原本是35岁的现代工薪族，因不明原因而转生成战国时代的竹中半兵卫。于桶狭间之战中在织田信长与今川义元交战时乘信长不备偷袭清洲城，不费一兵一卒劝降林秀贞。
一条兼定
转生者之一，前世为牛郎。
伊东义益
转生者之一，前世为老师。
今川氏真
转生者之一，转生前是救生员。在桶狭间之战中作为今川后诘军守备于冈崎城，防范德川家康的叛变。
北条氏规
转生者之一，前世为警察，同时也是萝莉控，但对于和自身长得一样的萝莉女性无感。
在今川氏真苦战于德川家康的强攻时作为援军协助今川氏真并斩下本多忠真的首级。
最上义光
转生者之一。
安东茂季
转生者之一，前世为家里蹲的程序员。
小早川繁平
转生者之一，转生前是位医生。

## 出版書籍

### 輕小說
| 卷數 | 雙葉社         | 雙葉社                 |
| 卷數 | 發售日期       | ISBN                   |
| ---- | -------------- | ---------------------- |
| 1    | 2018年10月31日 | ISBN 978-4-575-24123-5 |
| 2    | 2018年11月30日 | ISBN 978-4-575-24135-8 |
| 3    | 2019年4月30日  | ISBN 978-4-575-24171-6 |
| 4    | 2019年10月30日 | ISBN 978-4-575-24220-1 |
| 5    | 2020年5月3日   | ISBN 978-4-575-24284-3 |

### 漫画
| 卷數 | 雙葉社         | 雙葉社                 |
| 卷數 | 初版發售日期   | ISBN                   |
| ---- | -------------- | ---------------------- |
| 1    | 2019年10月30日 | ISBN 978-4-575-41084-6 |
| 2    | 2020年4月30日  | ISBN 978-4-575-41115-7 |
| 3    | 2020年10月30日 | ISBN 978-4-575-41179-9 |
| 4    | 2021年5月14日  | ISBN 978-4-575-41239-0 |
| 5    | 2021年11月15日 | ISBN 978-4-575-41316-8 |
| 6    | 2022年11月15日 | ISBN 978-4-575-41533-9 |
| 7    | 2023年11月15日 | ISBN 978-4-575-41766-1 |

## 外部連結
- 日文線上小說（成為小說家吧）（日語）